# Gabinet Gordona Browna

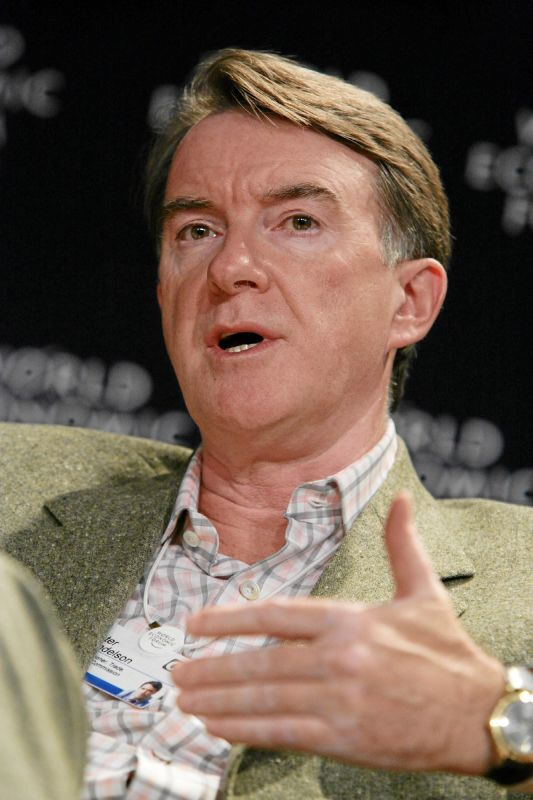
Lord Mandelson, minister biznesu, innowacji i zdolności, lord przewodniczący Rady, pierwszy sekretarz stanu

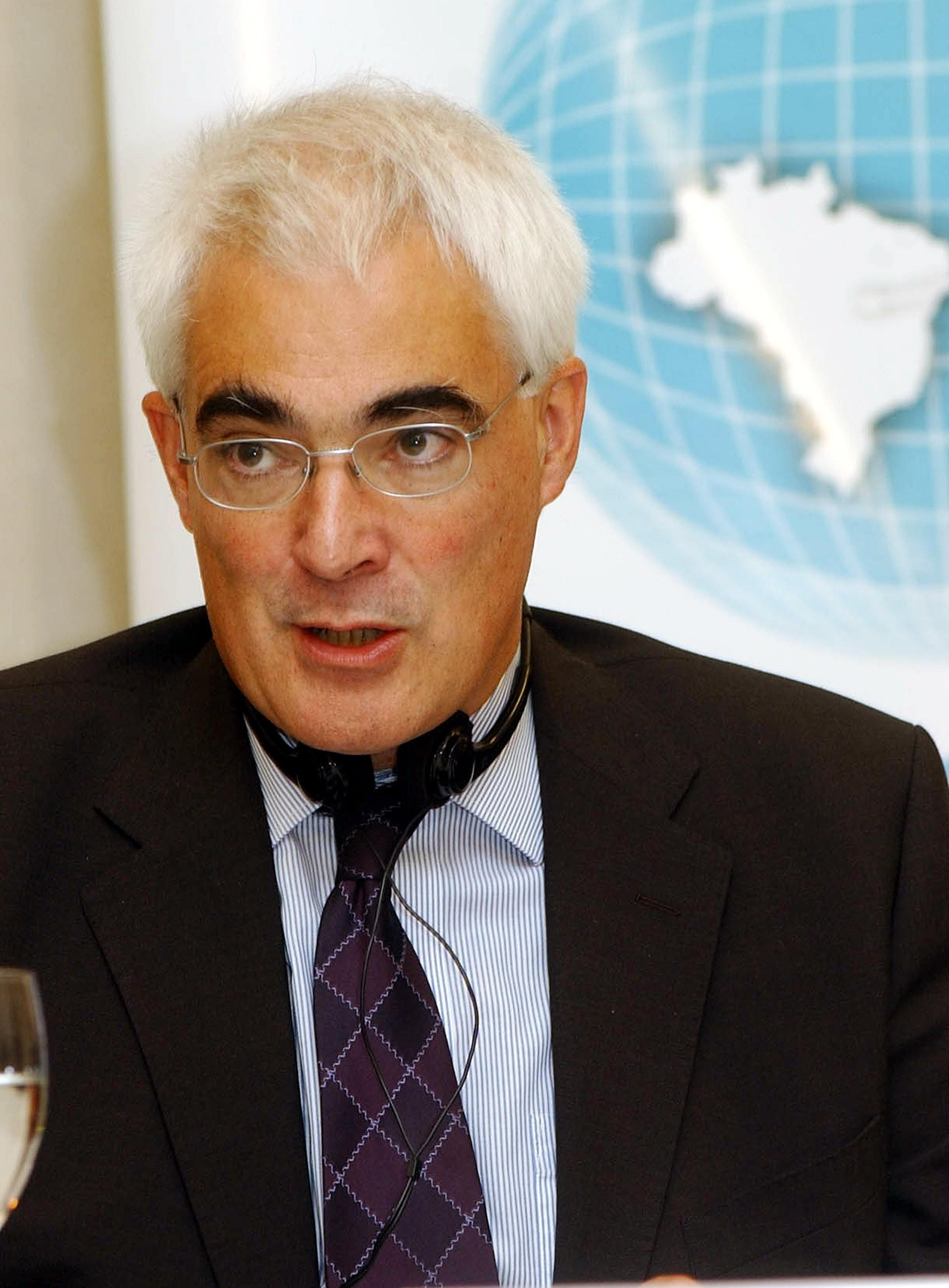
Alistair Darling, kanclerz skarbu

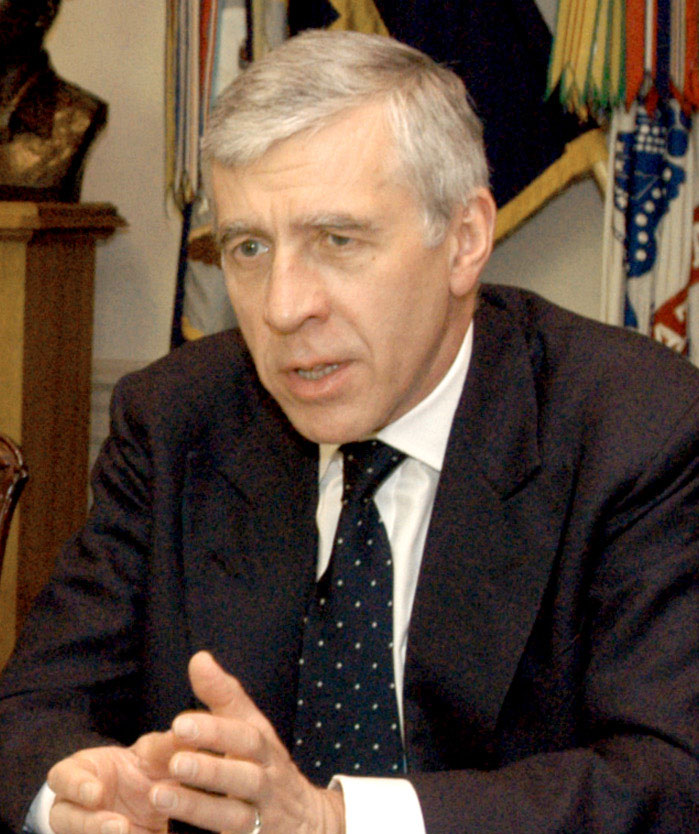
Jack Straw, minister sprawiedliwości, lord kanclerz

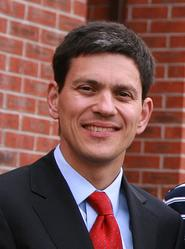
David Miliband, minister spraw zagranicznych

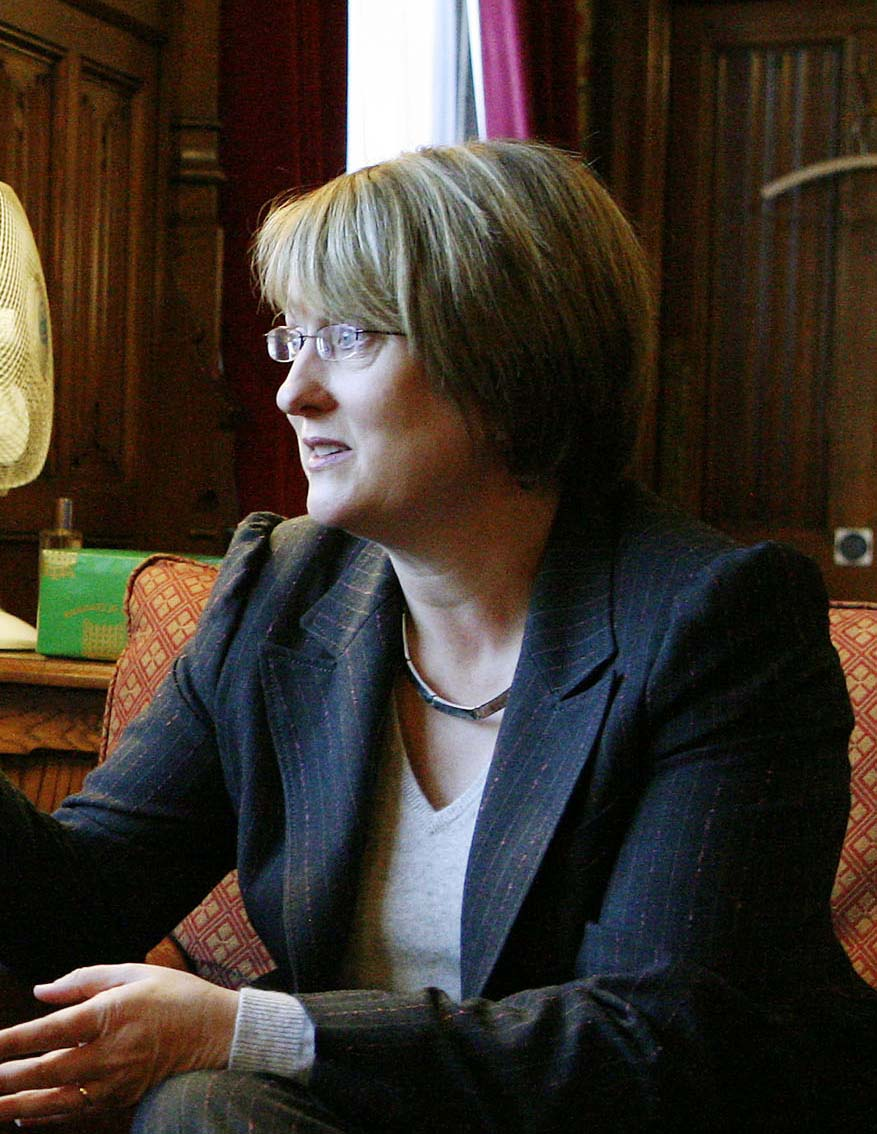
Jacqui Smith, minister spraw wewnętrznych

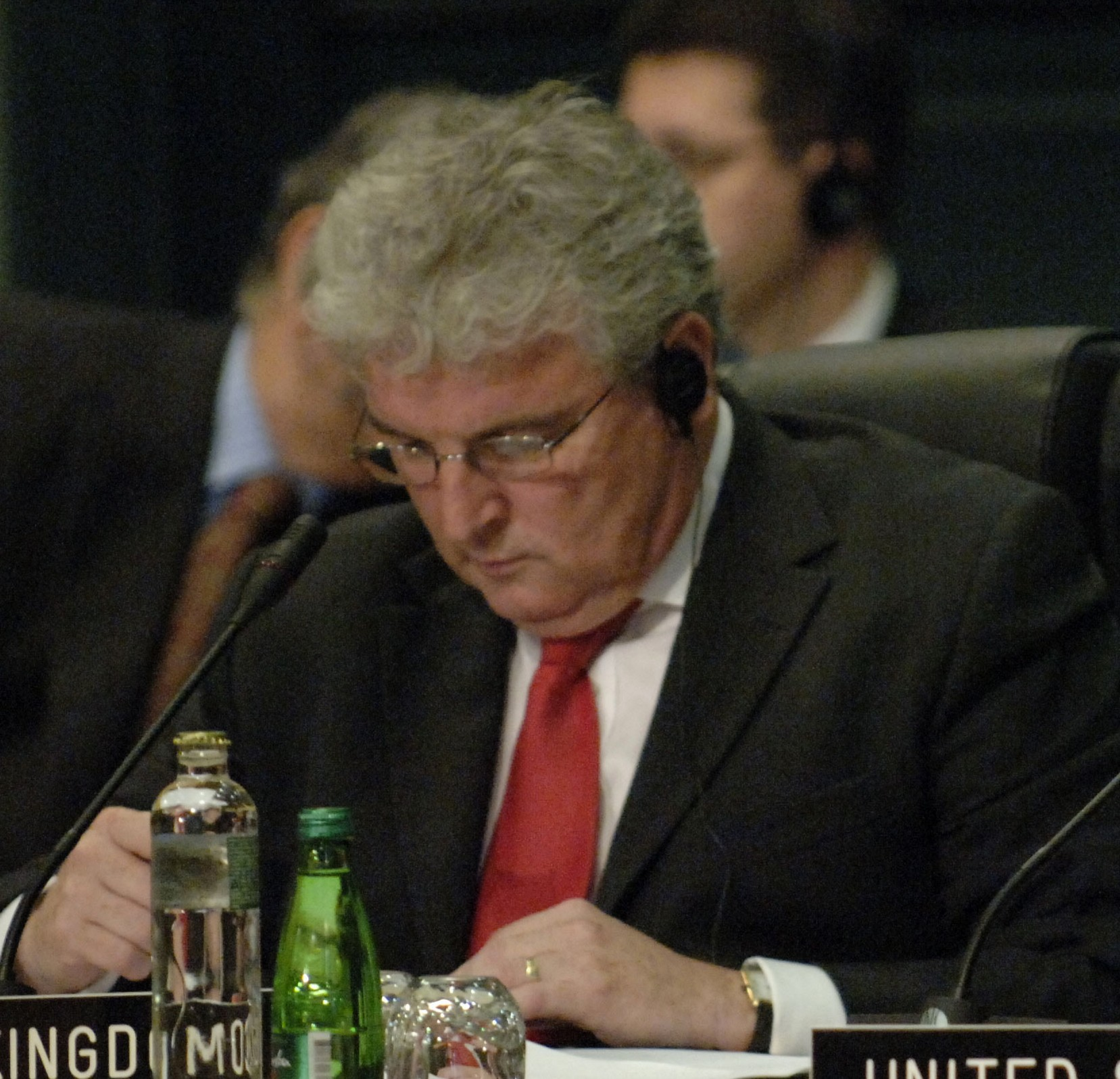
Des Browne, minister obrony, minister ds. Szkocji

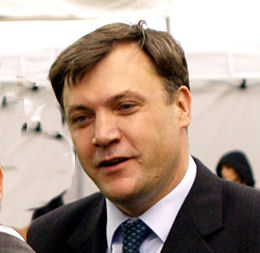
Ed Balls, minister ds. dzieci, szkół i rodzin

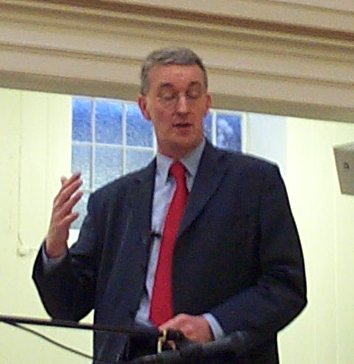
Hilary Benn, minister ochrony środowiska, wyżywienia i spraw wsi

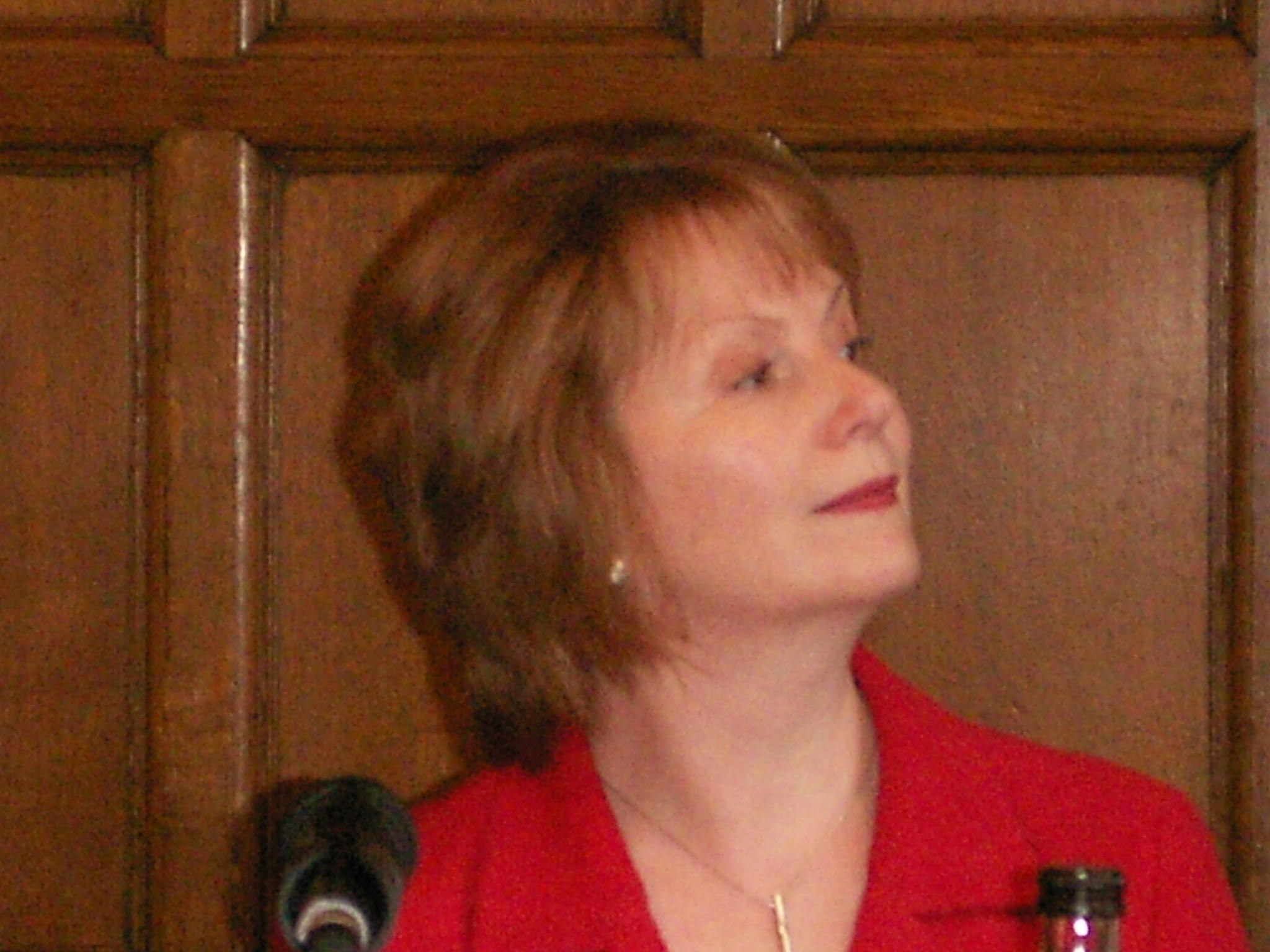
Hazel Blears, minister społeczności i samorządów lokalnych

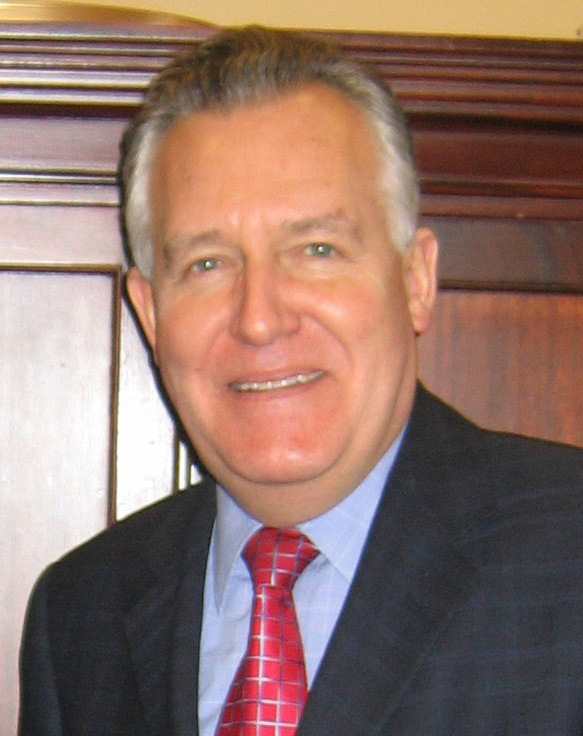
Peter Hain, minister pracy i emerytur, minister ds. Walii

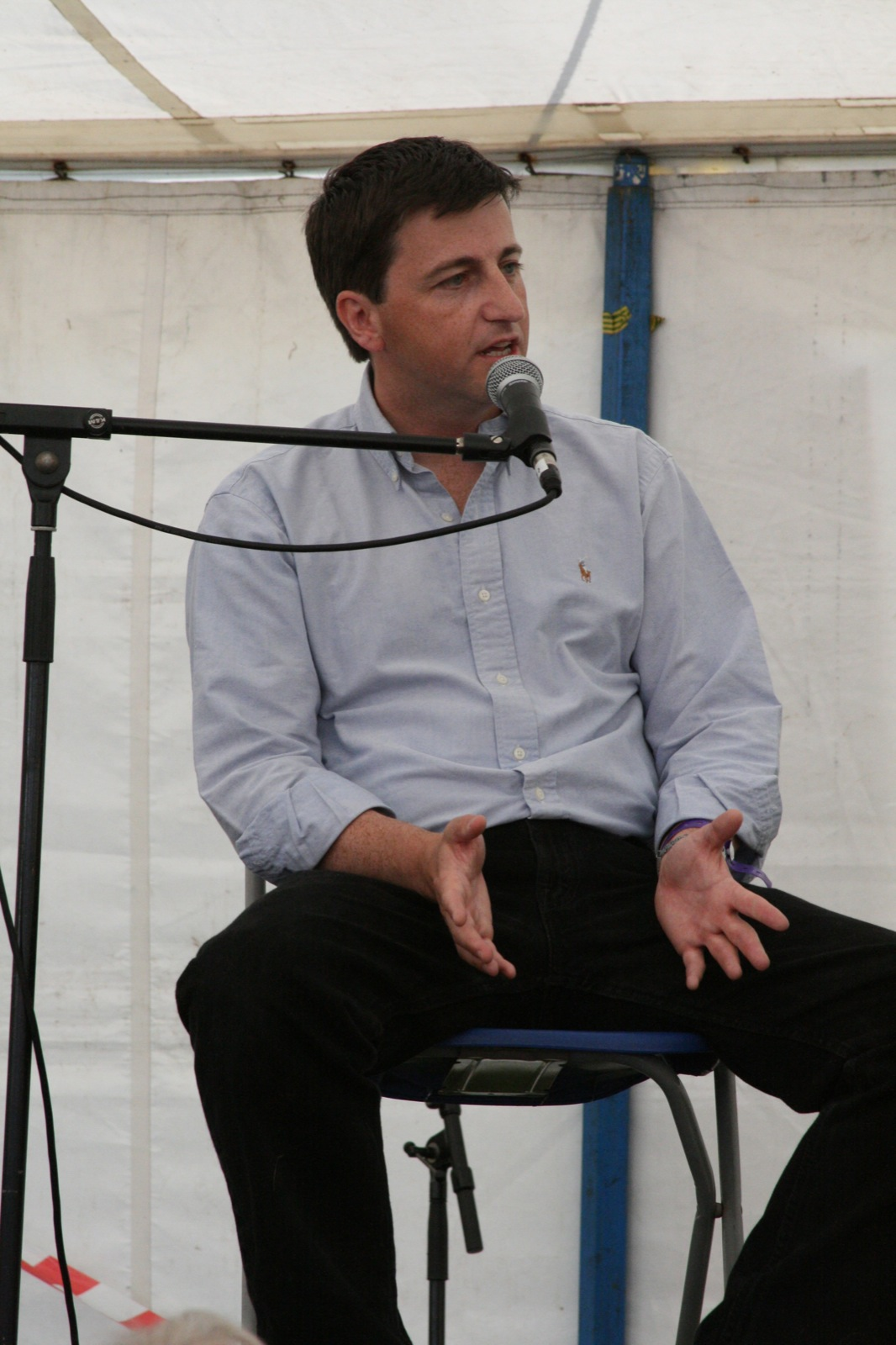
Douglas Alexander, minister rozwoju międzynarodowego

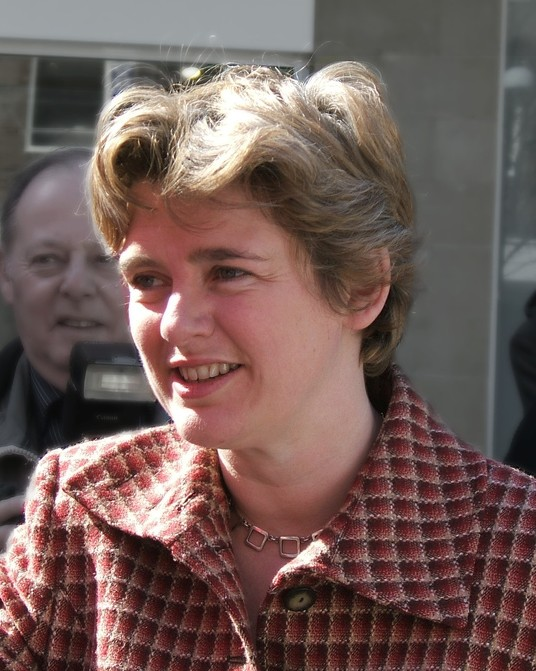
Ruth Kelly, minister transportu

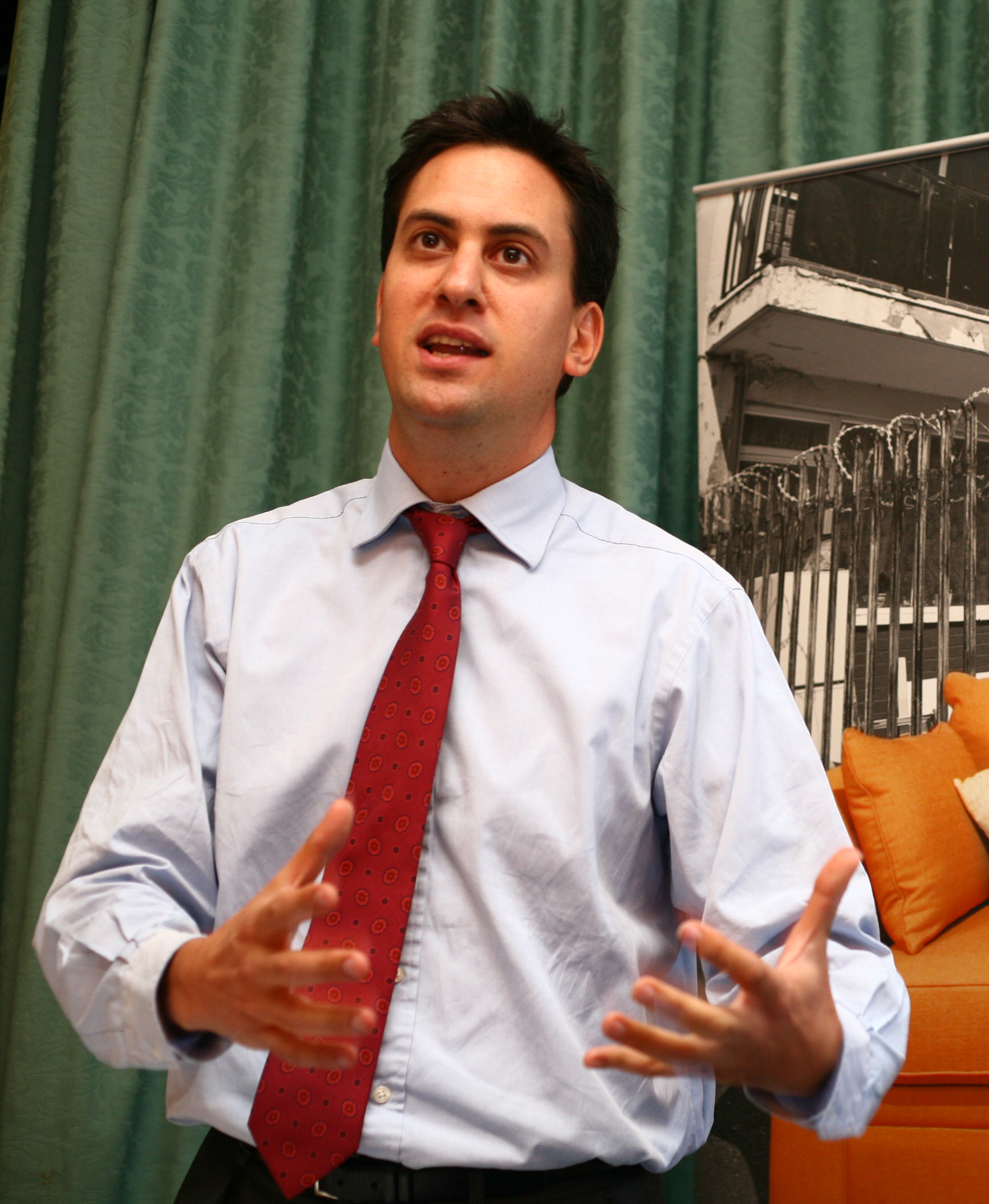
Ed Miliband, szef Urzędu Gabinetu, kanclerz Księstwa Lancaster, minister energii i klimatu

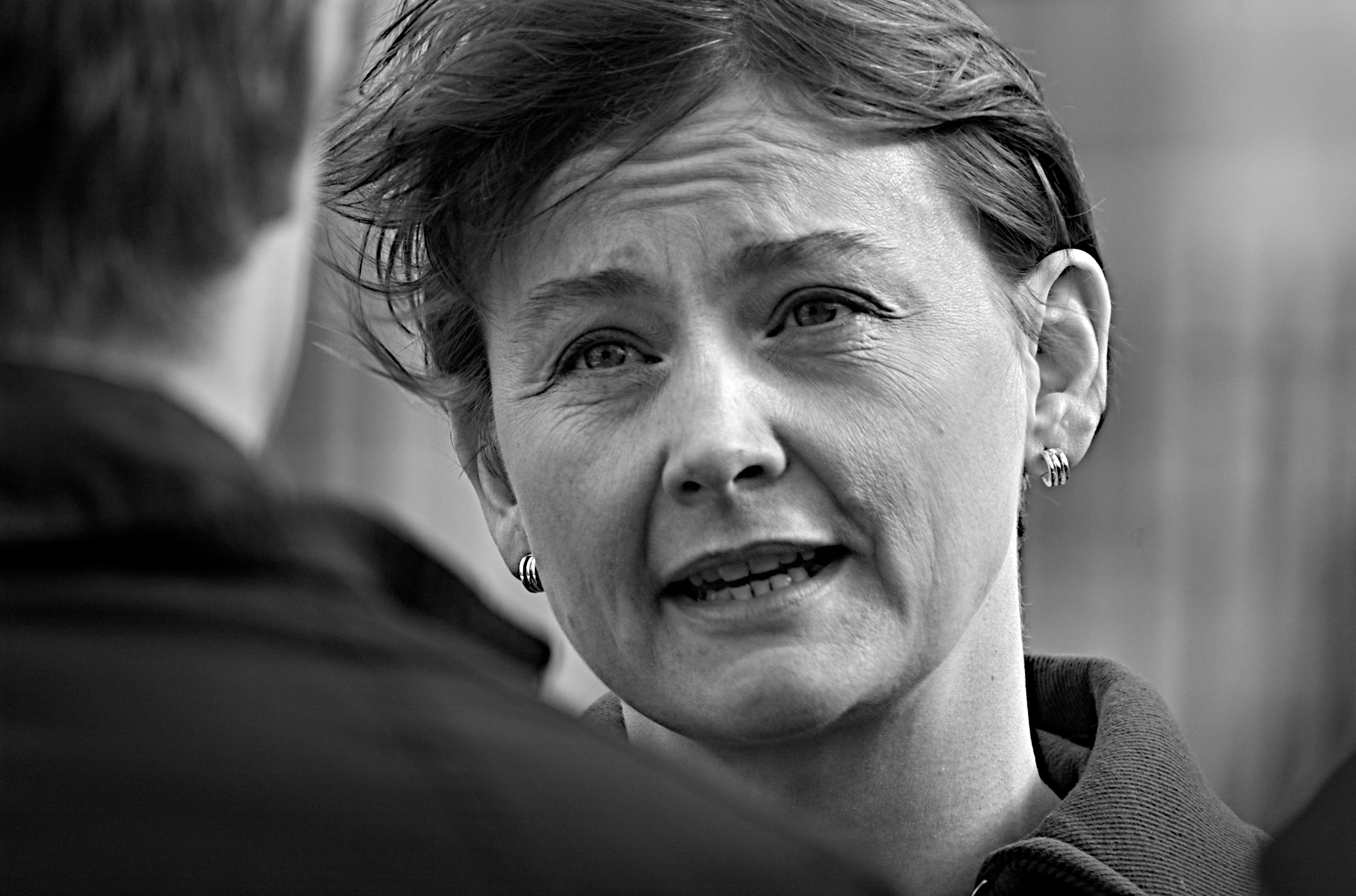
Yvette Cooper, naczelny sekretarz skarbu, minister pracy i emerytur

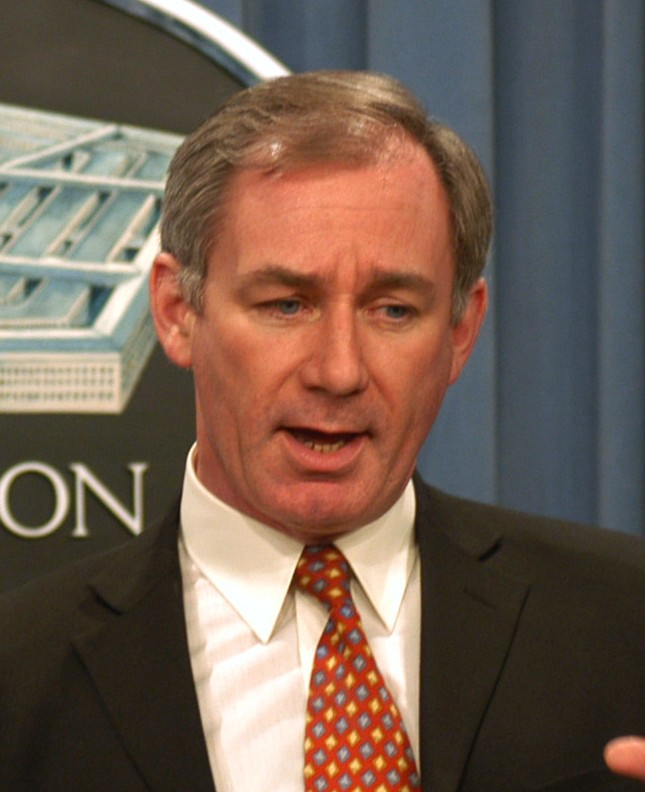
Geoff Hoon, parlamentarny sekretarz skarbu, minister transportu

Rząd premiera Wielkiej Brytanii, Gordona Browna, zaprezentowany 28 czerwca 2007 roku.
Po zapowiedzianej dymisji rządu i premiera Tony’ego Blaira 27 czerwca 2007 roku, królowa Elżbieta II powierzyła funkcję kierowania rządem automatycznie nowemu liderowi brytyjskiej Partii Pracy – Gordonowi Brownowi, który w rządzie Blaira sprawował stanowisko kanclerza skarbu. 28 czerwca 2007 roku, premier przedstawił skład swojego gabinetu.

## Skład gabinetu
| Urząd                                                    | Imię i nazwisko                                                                             | Kadencja                                                                                                 |
| -------------------------------------------------------- | ------------------------------------------------------------------------------------------- | --- |
| Premier Pierwszy lord skarbu Minister służby cywilnej    | Gordon Brown                                                                                | 27 czerwca 2007 – 11 maja 2010                                                                           |
|                                                          |                                                                                             | |
| Pierwszy sekretarz stanu                                 | Peter Mandelson                                                                             | 5 czerwca 2009 – 11 maja 2010                                                                            |
| Kanclerz skarbu                                          | Alistair Darling                                                                            | 28 czerwca 2007 – 11 maja 2010                                                                           |
| Minister sprawiedliwości lord kanclerz                   | Jack Straw                                                                                  | 28 czerwca 2007 – 11 maja 2010                                                                           |
| Przewodniczący Izby Gmin lord tajnej pieczęci            | Harriet Harman                                                                              | 28 czerwca 2007 – 11 maja 2010                                                                           |
| Przewodniczący Izby Lordów                               | Catherine Ashton, baronowa Ashton Janet Royall, baronowa Royall of Blaisdon                 | 28 czerwca 2007 – 3 października 2008 3 października 2008 – 11 maja 2010                                 |
| Lord przewodniczący Rady                                 | Catherine Ashton, baronowa Ashton Janet Royall, baronowa Royall of Blaisdon Peter Mandelson | 28 czerwca 2007 – 3 października 2008 3 października 2008 – 5 czerwca 2009 5 czerwca 2009 – 11 maja 2010 |
| Minister spraw zagranicznych                             | David Miliband                                                                              | 28 czerwca 2007 – 11 maja 2010                                                                           |
| Minister spraw wewnętrznych                              | Jacqui Smith Alan Johnson                                                                   | 28 czerwca 2007 – 5 czerwca 2009 5 czerwca 2009 – 11 maja 2010                                           |
| Minister obrony                                          | Des Browne John Hutton Bob Ainsworth                                                        | 28 czerwca 2007 – 3 października 2008 3 października 2008 – 5 czerwca 2009 5 czerwca 2009 – 11 maja 2010 |
| Minister ds. dzieci, szkół i rodzin                      | Ed Balls                                                                                    | 28 czerwca 2007 – 11 maja 2010                                                                           |
| Minister innowacji, uniwersytetów i zdolności            | John Denham                                                                                 | 28 czerwca 2007 – 5 czerwca 2009                                                                         |
| Minister środowiska, żywności i spraw wsi                | Hilary Benn                                                                                 | 28 czerwca 2007 – 11 maja 2010                                                                           |
| Minister społeczności i samorządów lokalnych             | Hazel Blears John Denham                                                                    | 28 czerwca 2007 – 5 czerwca 2009 5 czerwca 2009 – 11 maja 2010                                           |
| Minister zdrowia                                         | Alan Johnson Andy Burnham                                                                   | 28 czerwca 2007 – 5 czerwca 2009 5 czerwca 2009 – 11 maja 2010                                           |
| Minister pracy i emerytur                                | Peter Hain James Purnell Yvette Cooper                                                      | 28 czerwca 2007 – 24 stycznia 2008 24 stycznia 2008 – 5 czerwca 2009 5 czerwca 2009 – 11 maja 2010       |
| Minister biznesu, przedsiębiorstw i reformy regulacyjnej | John Hutton Peter Mandelson                                                                 | 28 czerwca 2007 – 3 października 2008 3 października 2008 – 11 maja 2010                                 |
| Minister ds. rozwoju międzynarodowego                    | Douglas Alexander                                                                           | 28 czerwca 2007 – 11 maja 2010                                                                           |
| Minister kultury i sportu                                | James Purnell Andy Burnham Ben Bradshaw                                                     | 28 czerwca 2007 – 24 stycznia 2008 24 stycznia 2008 – 5 czerwca 2009 5 czerwca 2009 – 11 maja 2010       |
| Minister transportu                                      | Ruth Kelly Geoff Hoon Andrew Adonis, baron Adonis                                           | 28 czerwca 2007 – 3 października 2008 3 października 2008 – 5 czerwca 2009 5 czerwca 2009 – 11 maja 2010 |
| Minister ds. Walii                                       | Peter Hain Paul Murphy Peter Hain                                                           | 28 czerwca 2007 – 24 stycznia 2008 24 stycznia 2008 – 5 czerwca 2009 5 czerwca 2009 – 11 maja 2010       |
| Minister ds. Szkocji                                     | Des Browne Jim Murphy                                                                       | 28 czerwca 2007 – 3 października 2008 3 października 2008 – 11 maja 2010                                 |
| Minister ds. Irlandii Północnej                          | Shaun Woodward                                                                              | 28 czerwca 2007 – 11 maja 2010                                                                           |
| Kanclerz Księstwa Lancaster                              | Ed Miliband Liam Byrne Janet Royall, baronowa Royall                                        | 28 czerwca 2007 – 3 października 2008 3 października 2008 – 5 czerwca 2009 5 czerwca 2009 – 11 maja 2010 |
| Naczelny sekretarz skarbu                                | Andy Burnham Yvette Cooper Liam Byrne                                                       | 28 czerwca 2007 – 24 stycznia 2008 24 stycznia 2008 – 5 czerwca 2009 5 czerwca 2009 – 11 maja 2010       |
| Minister energii i klimatu                               | Ed Miliband                                                                                 | 3 października 2008 – 11 maja 2010                                                                       |
| Parlamentarny sekretarz skarbu                           | Geoff Hoon                                                                                  | 28 czerwca 2007 – 3 października 2008                                                                    |
| Minister w Urzędzie Gabinetu                             | Tessa Jowell                                                                                | 5 czerwca 2009 – 11 maja 2010                                                                            |

Ponadto przywilej stałego uczestnictwa w posiedzeniach Gabinetu, nie będąc jednak jego członkami, uzyskali od premiera:
- Nick Brown – parlamentarny sekretarz skarbu, główny whip w Izbie Gmin
- John Healey – wiceminister samorządów i społeczności lokalnych ds. budownictwa mieszkaniowego
- Pat McFadden – wiceminister biznesu
- Lord Drayson – wiceminister nauki i innowacji